# Tre ipotesi sulla morte di Pinelli
Tre ipotesi sulla morte di Pinelli è uno dei due episodi del documentario Documenti su Giuseppe Pinelli diretto da  Elio Petri e Nelo Risi nel 1970. Si tratta dell'episodio diretto da Petri, che per un breve periodo ebbe una distribuzione a sé stante.

## Trama
Nell'episodio alcuni attori, guidati da Gian Maria Volonté, mettono in scena le tre diverse versioni fornite dalla polizia sulla caduta volontaria o accidentale di Giuseppe Pinelli. Pur senza dirlo esplicitamente, la messinscena tende a evidenziare le contraddizioni delle indicazioni fornite dalla Questura.

## Produzione
Assieme all'episodio di Risi, il segmento fu realizzato poco dopo la morte di Pinelli con l'aiuto di un gruppo di lavoratori del settore cinematografico.

## Distribuzione
Il filmato ebbe una circolazione assai limitata dato il carattere "militante". Fu distribuito attraverso i canali politici del PCI e del Movimento Studentesco. 

Nel 1972 l'episodio Tre ipotesi sulla morte di Pinelli fu distribuito autonomamente in un numero limitato di sale con il titolo Materiale n. 2: Ipotesi sulla morte di G. Pinelli. Circolò anche in Francia, distribuito insieme al documentario su Angela Davis dal titolo Angela Davis: Portrait of a Revolutionary di Yolande DuLuart.